# Урад – Середній стяг
41°34′04″ пн. ш. 108°31′06″ сх. д. / 41.56776° пн. ш. 108.51847° сх. д.
Урад — Середній стяг (кит. 乌拉特中旗, пін. Wūlātè Zhōngqí) — один із повітів КНР у складі префектури Баяннур, Внутрішня Монголія. Адміністративний центр — містечко Халюд.

## Географія
Урад — Середній стяг лежить у горах Їньшань (Східна Гобі).

### Клімат
Хошун знаходиться у зоні, котра характеризується кліматом пустель помірного поясу. Найтепліший місяць — липень із середньою температурою 22,9 °C. Найхолодніший місяць — січень, із середньою температурою -13,3 °С.
| Клімат хошуну Урад – Середній стяг | Клімат хошуну Урад – Середній стяг | Клімат хошуну Урад – Середній стяг | Клімат хошуну Урад – Середній стяг | Клімат хошуну Урад – Середній стяг | Клімат хошуну Урад – Середній стяг | Клімат хошуну Урад – Середній стяг | Клімат хошуну Урад – Середній стяг | Клімат хошуну Урад – Середній стяг | Клімат хошуну Урад – Середній стяг | Клімат хошуну Урад – Середній стяг | Клімат хошуну Урад – Середній стяг | Клімат хошуну Урад – Середній стяг | Клімат хошуну Урад – Середній стяг |
| Показник                           | Січ.                               | Лют.                               | Бер.                               | Квіт.                              | Трав.                              | Черв.                              | Лип.                               | Серп.                              | Вер.                               | Жовт.                              | Лист.                              | Груд.                              | Рік                                |
| Середній максимум, °C              | −6,5                               | −1,5                               | 6                                  | 15                                 | 22,2                               | 27                                 | 28,9                               | 26,3                               | 21,1                               | 13,2                               | 2,9                                | −4,9                               | 12,5                               |
| Середня температура, °C            | −13,3                              | −8,7                               | −1,2                               | 7,9                                | 15,4                               | 20,7                               | 22,9                               | 20,4                               | 14,4                               | 5,9                                | −4,1                               | −11,3                              | 5,8                                |
| Середній мінімум, °C               | −18,5                              | −14,3                              | −7,4                               | 0,8                                | 8,2                                | 13,7                               | 16,7                               | 14,5                               | 8,2                                | 0                                  | −9,1                               | −16,2                              | −0,3                               |
| Норма опадів, мм                   | 1.6                                | 1.7                                | 4                                  | 3.9                                | 14.8                               | 25.8                               | 51.6                               | 56                                 | 28.2                               | 8                                  | 2                                  | 1.5                                | 199.1                              |
| Вологість повітря, %               | 60                                 | 51                                 | 40                                 | 31                                 | 33                                 | 39                                 | 50                                 | 56                                 | 52                                 | 50                                 | 56                                 | 60                                 | 48.2                               |
| ---------------------------------- | ---------------------------------- | ---------------------------------- | ---------------------------------- | ---------------------------------- | ---------------------------------- | ---------------------------------- | ---------------------------------- | ---------------------------------- | ---------------------------------- | ---------------------------------- | ---------------------------------- | ---------------------------------- | ---------------------------------- |
| Джерело: data.cma.cn               |                                    |                                    |                                    |                                    |                                    |                                    |                                    |                                    |                                    |                                    |                                    |                                    |                                    |